# Brian Melinat
Brian Melinat (1976) is een Amerikaans triatleet. Hij werd in 2016 derde op de Ironman Los Cabos in Mexico op 40-jarige leeftijd.

## Belangrijkste prestaties

### Triatlon
- 2016:  Ironman Los Cabos